# Xã Euclid, Quận Polk, Minnesota
Xã Euclid (tiếng Anh: Euclid Township) là một xã thuộc quận Polk, tiểu bang Minnesota, Hoa Kỳ. Năm 2010, dân số của xã này là 151 người.